# John Michell (natuurkundige)
John Michell (Nottinghamshire, 1724 – Thornhill (West Yorkshire), 29 april 1793) was een Engels natuurfilosoof en geofysicus. Hij is bekend om zijn onderzoek naar magnetisme en seismische golven.

## Leven
Michell studeerde aan het Queen’s College van de Cambridge University. In 1761 werd hij Fellow of the Royal Society, van 1762 tot 1764 was hij Woodwardian Professor of Geology. Vanaf 1767 was hij ook (Anglicaans) rector in Thornhill.

## Wetenschappelijk werk
Michell bestudeerde kunstmatige magneten en ontwikkelde een methode om magneten te maken uit niet-magnetische materialen. Ook ontwierp hij een torsiebalans, een apparaat om elektrische ladingen mee te meten. Het apparaat werd iets later onafhankelijk uitgevonden door de Franse natuurkundige Charles-Augustin de Coulomb, die tegenwoordig bekend is als de uitvinder. Michell bedacht een methode om met zijn torsiebalans de gemiddelde dichtheid van de Aarde vast te stellen, deze methode werd later succesvol toegepast door Henry Cavendish.
Tot halverwege de 20e eeuw werd Michells belangrijkste werk zijn bijdrage aan de geofysica gezien. Hij bedacht in 1760 dat aardbevingen worden veroorzaakt door golven in de Aarde. Ook vermoedde hij dat er een verband tussen aardbevingen en vulkanisme bestond.
Tegenwoordig wordt een brief aan Cavendish over het effect van zwaartekracht op licht belangrijker geacht. In de brief stelt Michell het bestaan van objecten voor, die zoveel massa bezitten dat het licht niet aan hun zwaartekracht kan ontsnappen (tegenwoordig bekend als een zwart gat). Om zijn theorie te testen stelde hij voor een prisma te gebruiken om de gravitationele roodverschuiving in het licht van sterren te meten.
Hetzelfde idee werd in 1796 door Pierre-Simon Laplace geopperd.